# Било једном у Мексику
Било једном у Мексику (такође познат као Десперадо 2) је амерички неовестерн филм из 2003. који је написао, режирао, продуцирао, фотографисао, снимио и монтирао Роберт Родригез. То је последњи филм у Родригезовој Мексичкој трилогији, и наставак је Ел Маријачија из 1992. и филма Десперадо из 1995. године. У филму се појављује Антонио Бандерас у његовом другом и последњем наступу као Ел Маријачи.
Био је то први филм са великим буџетом који је снимљен у дигиталној ХД резолуцији Било једном у Мексику добио је позитивне критике, али је критикован јер је свог протагониста свео на готово секундарног лика у сопственој трилогији и што је имао замршену радњу. У посебним карактеристикама ДВД-а филма, Родригез је објаснио да је то намерно, јер је желео да ово буде његова трилогија Добар, лош зао. Било једном у Мексику зарадио је 98 милиона долара.

## Радња
Сага о хероју са гитаром, Ел Маријачију, наставља се у акционој авантури Роберта Родригеза, трећем наставку у серији. Револуција, похлепа и освета су мотиви ове авантуре. Погођен трагедијом, Ел Маријачи води живот у изолацији. Приморан је да напусти своје скровиште када Сендс, корумпирани агент ЦИА-е, ангажује усамљеног хероја да спречи убиство председника Мексика, које је испланирао зли вођа картела, Барило. Међутим, Ел Маријачи има своје разлоге због којих се враћа – крв и освету. Наш одметник се враћа заједно са своја два помоћника, Лоренцом и Фидеом, а легенда о Ел Маријачију достиже нови ниво узбуђења и авантуре.

## Улоге
| Глумац                 | Улога                    |
| ---------------------- | ------------------------ |
| Антонио Бандерас       | Ел Маријачи              |
| Селма Хајек            | Каролина                 |
| Џони Деп               | Шелдон Сандс             |
| Ева Мендез             | Ахедрез                  |
| Дени Трехо             | Кукуј                    |
| Енрике Иглесијас       | Лоренцо                  |
| Марко Леонарди         | Фидео                    |
| Рубен Бладес           | Агент ФБИ Хорхе Рамирез  |
| Вилем Дафо             | Армандо Бариљо           |
| Мики Рорк              | Били Чејмберс            |
| Херардо Вихил          | генерал Емилијано Маркез |
| Мигел Кутуријер        | др. Гевера               |
| Чич Марин              | Белини                   |
| Педро Армендариз млађи | председник               |
| Хулио Оскар Мехосо     | Николас                  |
| Тони Валдес            | дечак                    |

У издању часописа Роллинг Стоне из 2003, Депп је проглашен за једног од „Људи године“ и дао је интервју у којем је укратко говорио о својој улози Сандса:
„Идеја иза њега је да је постојао један момак кога сам познавао у Холивуду, у послу, који је споља био веома шармантан - тих и готово хипнотичан у ритму којим је говорио. Одбио је да ме зове Џони - увек ме је звао Џон. Знао си да овај тип има за циљ да те појебе, али некако си се задржао јер је био тако фасцинантан за гледање.”
Деп је такође рекао у чланку Entertainment Weekly-а да је „замишљао да је овај момак носио заиста слатке туристичке кошуље“, да је имао „споредну опсесију Бродвејом “, и да је фаворизовао чудна, очигледна прерушавања; у филму се могу уочити сва три квалитета. Такође је откривено у режисеровом коментару на ДВД-у да је сам Деп смислио име и средње име лика.

## Производња
Направљен са буџетом од 29 милиона америчких долара, филм је снимљен у мају 2001. пре филмова Деца шпијуни: Острво изгубљених снова  (2002) и Деца шпијуни 3-D: Игра је готова (2003) како би се избегао потенцијални штрајк Удружења глумаца. Снимање је трајало седам недеља у Керетару, Сан Мигел де Аљенде и Гванахуату. Био је то први филм великог буџета који је снимљен у дигиталном видеу високе дефиниције. Родригез је одлучио да снима дигитално након што му је Џорџ Лукас, који је снимао Ратови звезда: Епизода II – Напад клонова, показао ране снимке снимљене дигитално. Импресиониран, Родригез је одлучио да снима дигитално, али је знао да нема довољно времена да сними Деца шпијуни 2 . Уместо тога, Мирамакс је понудио наставак Десперада и написао сценарио за шест дана. Првобитни нацрт имао је 65 страница, које је допунио подзаплетом позајмљеним из непроизведеног кратког филма. Када је Мирамакс изразио оклевање у вези са додатом подзаплетом, спремно га је уклонио. Његов примарни утицај имала је Долар трилогија Серђа Леонеа, посебно Добар лош зао. Родригез је рекао да је дигитално снимање уштедело време и новац, поједноставило процес снимања и приказало 35 мм филм застарелим за њега.

## Музика
Партитура филма укључује песме које је компоновао редитељ Роберт Родригез, а изводи група музичара окупљених специјално за снимање звучног записа. Песме које изводи група укључују "Malagueña" са гитаром Брајана Сецера и "Siente Mi Amor", са певањем Салме Хајек. Девету песму, "Sands (Theme)", приписану "Tonto's Giant Nuts", написао је Џони Деп. Додатна музика укључује "Pistolero", "Me Gustas Tú" Ману Чаоа и "Cuka Rocka" Родригезовог сопственог рок бенда Chingon. У коментару директора ДВД-а, Роберт Родригез наводи да је тражио да му сваки од главних глумаца да четири или осам нота мелодије за њихов лик, али му је Деп поклонио целу песму.
1. "Malagueña" (Brian Setzer) – 4:22
2. "Traeme Paz" (Patricia Vonne) – 2:56
3. "Eye Patch" (Alex Ruiz) – 1:51
4. "Yo Te Quiero" (Marcos Loya) – 3:48
5. "Guitar Town" (Роберт Родригез) – 2:04
6. "Church Shootout" (Роберт Родригез) – 1:38
7. "Pistolero" (Juno Reactor) – 3:38
8. "Me Gustas Tú" (Ману Чап) – 3:49
9. "Sands (Theme)" (Tonto's Giant Nuts) – 3:24
10. "Dias de Los Angeles" (Rick Del Castillo) – 5:08
11. "The Man with No Eyes" (Роберт Родригез) – 2:09
12. "Mariachi vs. Marquez" (Роберт Родригез) – 1:33
13. "Flor del Mal" (Tito Larriva & Steven Hufsteter) – 3:13
14. "Chicle Boy" (Роберт Родригез) – 1:30
15. "Coup de Etat" (Роберт Родригез) – 3:02
16. "El Mariachi" (Роберт Родригез) – 1:22
17. "Siente Mi Amor" (Салма Хајек) – 4:24
18. "Cuka Rocka" (Chingon) – 1:44

## Телевизијска адаптација
Сонијев АКСН канал потврдио је да ће емитовати адаптацију ТВ серије франшизе Ел Маријачи. Серија је требало да буде премијерно приказана 20. марта 2014.

## Издање
Било једном у Мексику приказан је 12. септембра 2003. у 3.282 биоскопа са зарадом од 23,4 милиона америчких долара за викенд. Наставио је да заради 56,4 милиона долара у Северној Америци и 41,8 милиона долара у остатку света за укупно 98,2 милиона долара са буџетом од 29 милиона долара.

## Пријем
На Rotten Tomatoes Било једном у Мексику има оцену одобравања од 66% на основу 168 рецензија, са просечном оценом 6,20/10. Консензус критичара сајта гласи: „Насилно, кашасто, лудо забавно, са Депом који краде шоу“. На Metacritic-у, филм има просечну пондерисану оцену од 56 од 100 на основу 34 критичара, што указује на „мешовите или просечне критике“. Публика коју је анкетирао CinemaScore дала је филму просечну оцену „Б−“ на скали од А+ до Ф.
Филмски критичар Чикаго Сан Тајмса Роџер Еберт дао је филму три од четири звездице и написао: „Попут Леонеовог филма, Родригезов еп је више заинтересован за тренутак, за сјајне снимке, за изненађења и ироничне преокрете и крупне планове ознојених лица, него у кохерентној причи“. АО Скот је у својој рецензији за New York Times написао: „Али на крају, претерано уређивање и живописне шеме боја почињу да постају заморне, а господин Родригез, коме је досадио сопствени трик и потпуно без идеја, одговара гурајући насиље у беспотребне гротескне крајности“.
У својој рецензији за USA Today, Клаудиа Пуинг је написала: „У Мексику, Родригез је створио разметљиву фантазију која одаје почаст шпагети вестернима као што је Добар, лош зао Серђа Леонеа. Доста крви је проливено, много моћне артиљерије је испаљено, а акционе секвенце пружају запањујуће аутомобилске несреће и ватрене експлозије.“ Entertainment Weekly је филму дао оцену „Б“ и похвалио Депову изведбу са „намигујућим нотама љупкости Брандоеске... је минималан и опуштен као што је његов заокрет у Пиратима са Кариба био театрално позориште“.